# Sólheimajökull
Le Sólheimajökull est un glacier d'Islande d'une dizaine de kilomètres de longueur constituant une langue glaciaire du Mýrdalsjökull. Il s'écoule en direction du sud et donne naissance à une rivière, la Jökulsá á Sólheimasandi, qui se jette dans l'océan Atlantique ; cette rivière est affublée du surnom de « rivière qui sent mauvais » en raison d'émanations solfatariennes dans sa partie amont.

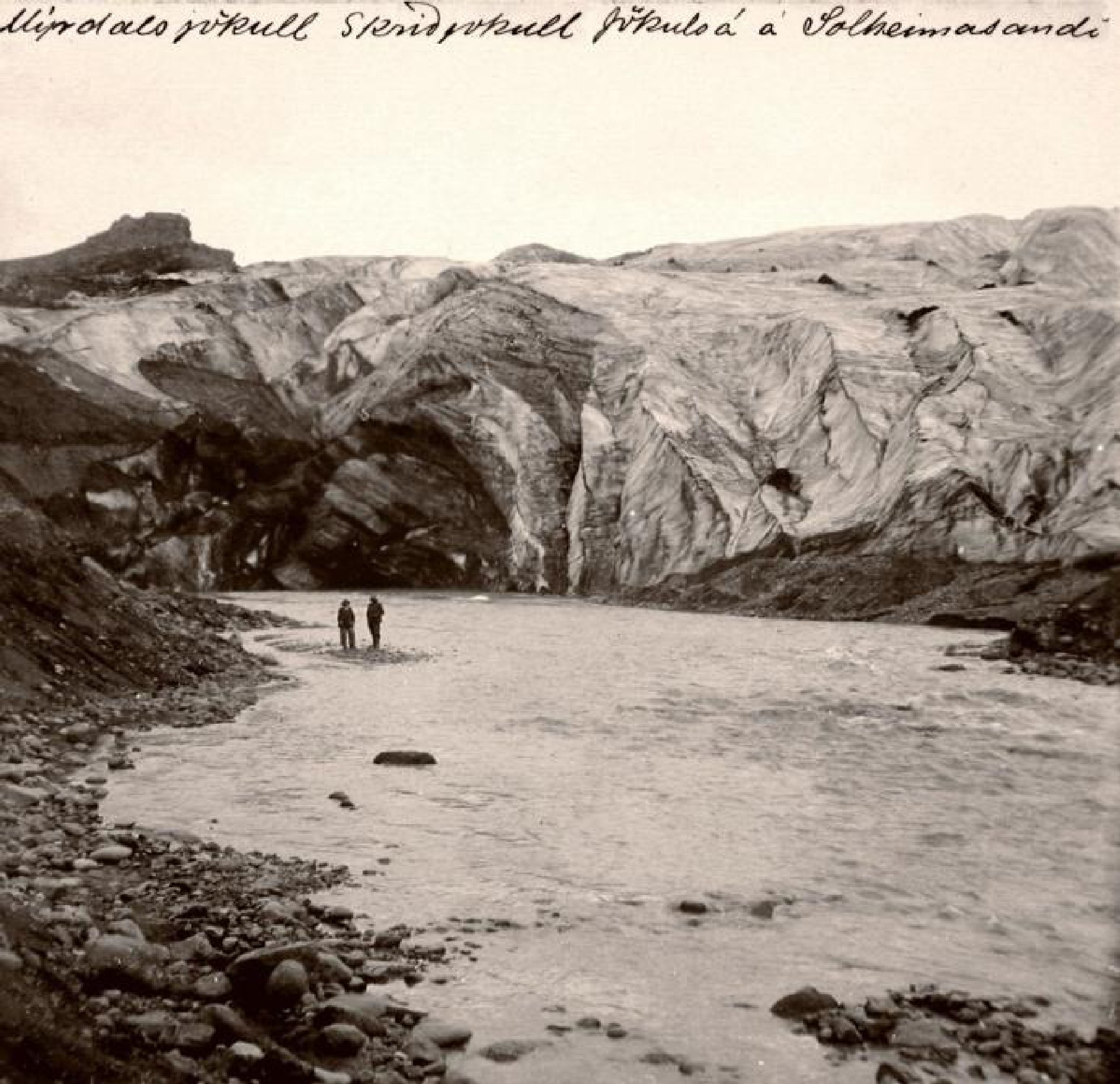
Vue du front glaciaire du Sólheimajökull en 1910.

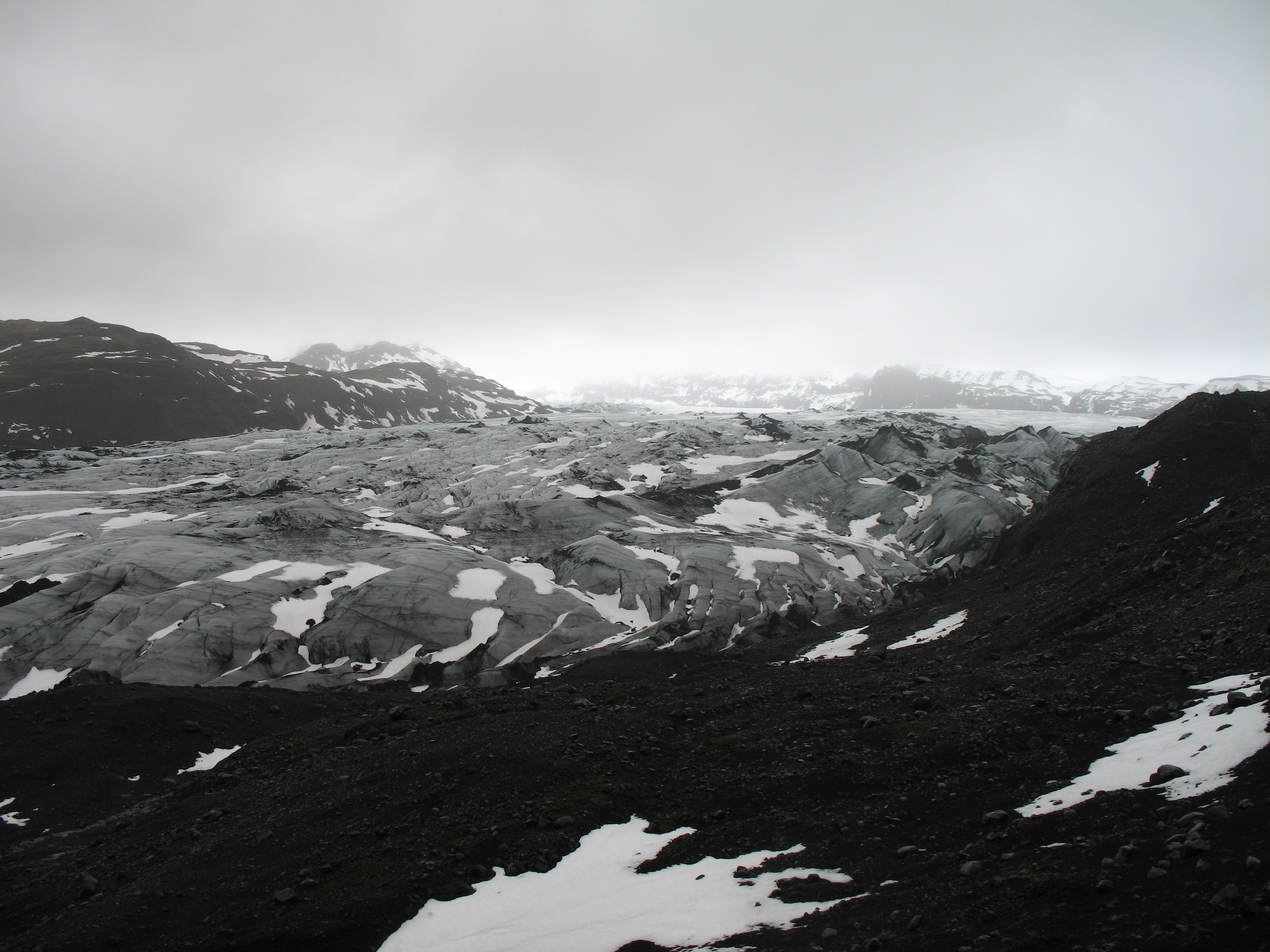
Vue du front glaciaire du Sólheimajökull en 2007.